# Sint-Jobskerk (Schoonbroek)

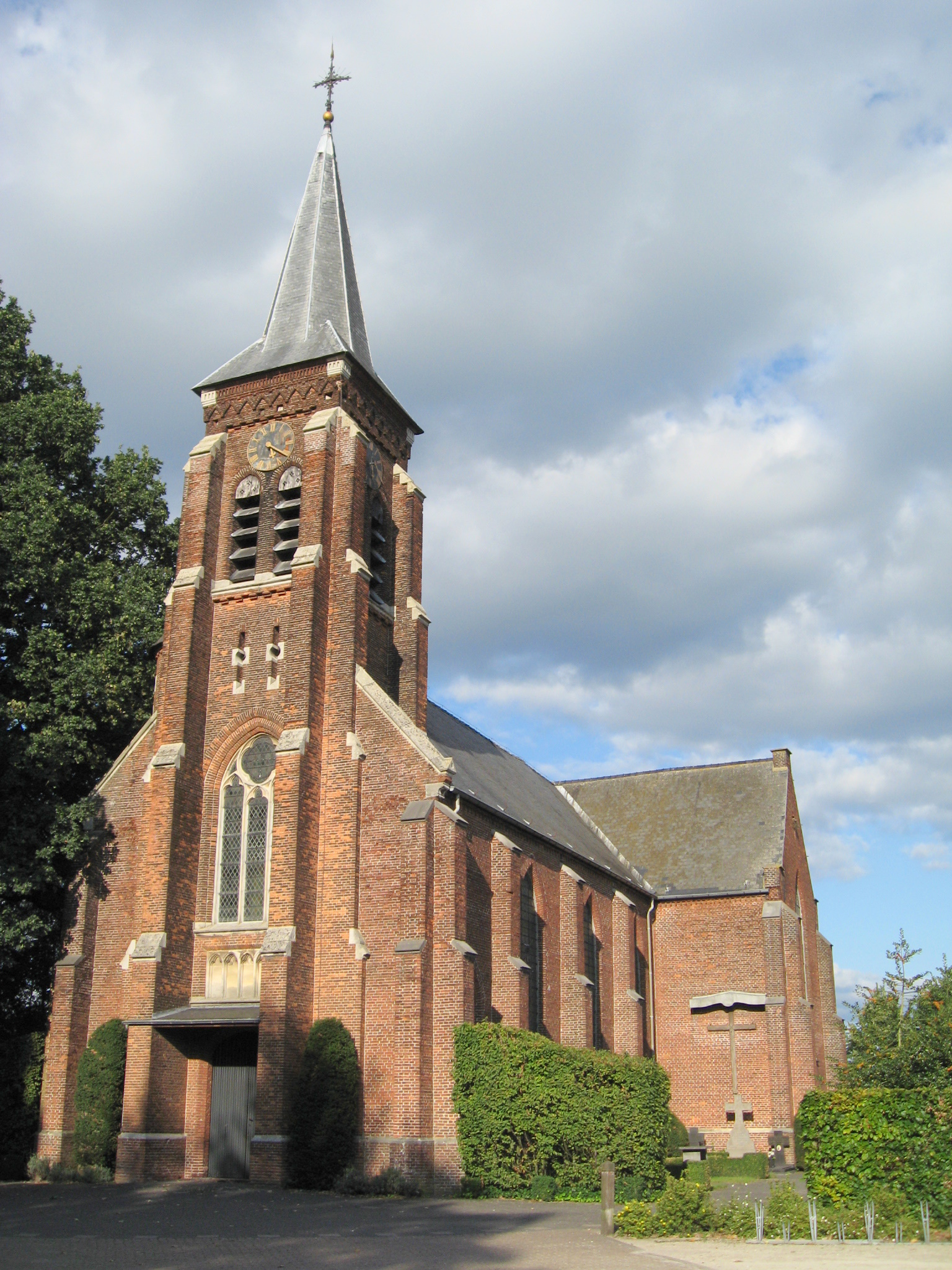
Sint-Jobskerk

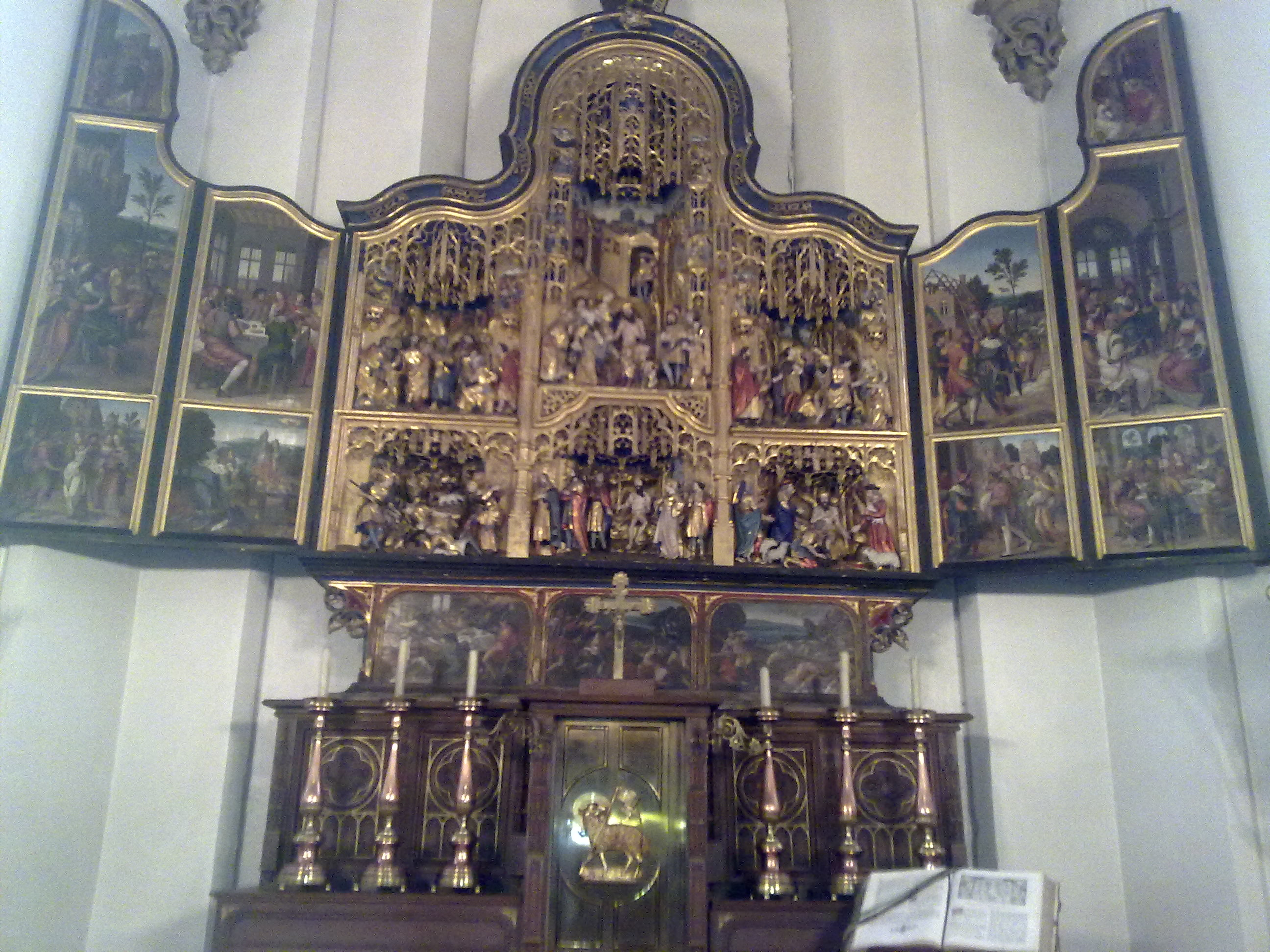
Sint-Jobretabel

De Sint-Jobskerk is de parochiekerk van het tot de Antwerpse gemeente Retie behorende dorp Schoonbroek, gelegen aan het Kerkplein.

## Geschiedenis
Schoonbroek behoorde tot de Sint-Martinusparochie van Retie. Al vóór 1400 was er sprake van bedevaarten naar Sint-Job te Schoonbroek, een heilige die werd aangeroepen tegen besmettelijke ziekten. De bedevaarten duurden voort tot midden 20e eeuw.
In 1476 werd er een kapel gebouwd waarvan het patronaatsrecht in handen was van de Abdij van Tongerlo en vanaf 1554 werd het kerkje ook bediend vanuit de priorij Corsendonk.
In 1556 werd een grotere kapel gebouwd en ook doopsels en begrafenissen mochten er sindsdien plaatsvinden. Een doopvont en een kerkhof kwamen tot stand.
In 1803 werd Schoonbroek een kapelanij en in 1842 een zelfstandige parochie. In 1851 werd de kerk vergroot naar ontwerp van Eugeen Gife. Het bescheiden transept en het driezijdig afgesloten koor bleven behouden, maar het eenbeukig schip werd toen vernieuwd. In 1861 werden ook transept en koor vernieuwd. In 1874 werd de dakruiter vervangen door een westtoren naar ontwerp van Pieter Jozef Taeymans.

## Gebouw
Het betreft een eenbeukige neogotische bakstenen kruiskerk met driezijdig afgesloten koor en ingebouwde westtoren.

## Interieur
Van groot belang is het Sint-Jobsretabel van 1540-1545. Het is vervaardigd in houtsnijwerk dat grotendeels verguld is terwijl er ook beschilderde panelen zijn.
Het schilderij Christus aan het kruis is 17e-eeuws. Een Onze-Lieve-Vrouw met Kind is van omstreeks 1600 en werd uitgevoerd in gepolychromeerd hout en is afkomstig van de priorij Corsendonk. Er is een 16e-eeuws Christusbeeld en een 17e-eeuws beeld van Sint-Nicolaas of Sint-Rumoldus. Verder zijn er veel 19e-eeuwse beelden.
Het doopvont is 16e-eeuws en werd vervaardigd uit blauwe hardsteen. De preekstoel is eind 17e-eeuws. Het orgel, in neoclassicistische stijl, is van 1839 en werd vervaardigd door de Duffelse orgelbouwer Theodoor Smet.